# Società Ginnastica Triestina (pallacanestro femminile)
La Società Ginnastica Triestina è la sezione di pallacanestro femminile dell'omonima polisportiva.
Ha conquistato cinque titoli nazionali.

## Cronistoria
| Cronistoria della sezione di pallacanestro femminile della Società Ginnastica Triestina |
| --- |
| - 1930 · Campione d'Italia. - 1931 · Campione d'Italia. - 1949-50 · 4ª in Serie A. - 1950-51 · 3ª in Serie A. - 1951-52 · 2ª in Serie A. - 1952-53 · 3ª in Serie A. - 1953-54 · 6ª in Serie A. - 1954-55 · 4ª in Serie A. - 1955-56 · Campione d'Italia. - 1956-57 · Campione d'Italia. - 1957-58 · Stock, Campione d'Italia. - 1958-59 · Stock, 2ª in Serie A. - 1959-60 · Stock, 2ª in Serie A. - 1960-61 · 2ª in Serie A, girone C; eliminata nei quarti di finale. - 1961-62 · Philco, 3ª in Serie A, girone C; non qualificata per la fase finale. - 1962-63 · Philco, 8ª in Serie A. - 1963-64 · 6ª in Serie A. - 1964-65 · 9ª in Serie A; retrocessa in Serie B. - 1965-66 · in Serie B - 1966-67 · in Serie B; promossa in Serie A. - 1967-68 · 8ª in Serie A. - 1968-69 · Bloch, 7ª in Serie A. - 1969-70 · Bloch, 6ª in Serie A. - 1970-71 · Bloch, 6ª in Serie A. - 1971-72 · Bloch, 8ª in Serie A. - 1972-73 · 12ª in Serie A; retrocessa in Serie B. - 1982-83 · in Serie A2; promossa in Serie A1. - 1983-84 · Gefidi, 3ª in Serie A1, girone A; 4ª nella Poule finale; eliminata nelle semifinali dei play-off. - 1984-85 · Ledisan, 3ª in Serie A1, girone A; 4ª nella Poule finale; eliminata nelle semifinali dei play-off. - 1985-86 · Latte Carso, 4ª in Serie A1, girone B; 8ª nella Poule finale; eliminata negli ottavi di finale dei play-off. - 1986-87 · CRUP, 11ª in Serie A1; eliminata negli ottavi di finale dei play-off. - 1987-88 · CRUP, 14ª in Serie A1; retrocessa in Serie A2. - 1988-89 · CRUP, 1ª in Serie A2, girone A; promossa in Serie A1. - 1989-90 · CRUP, 12ª in Serie A1. - 1990-91 · Aromcaffè Trieste, 14ª in Serie A1 (); retrocessa in Serie A2. - 1991-92 · in Serie A2, girone A; retrocessa in Serie B. - 1992-93 - - 1993-94 · - 1994-95 · Cassa di Risparmio Trieste, in Serie A2, girone B. - 1995-96 · Cassa di Risparmio Trieste, in Serie A2, girone B. - 1996-97 · in Serie A2, girone B. - 1997-1998 · 10ª nel Girone A di Serie A2, retrocessa in Serie B. - 1998-99 · - 1999-00 · - 2000-01 · - 2001-02 · 3ª in Serie A2, girone A; 4ª in Poule promozione, girone 1. - 2002-03 · 7ª in Serie A2, girone A. - 2003-04 · 13ª in Serie A2, girone A - 2004-05 · 14ª in Serie A2, girone A; eliminata nelle finali dei play-out; retrocessa in Serie B d'Eccellenza (poi riammessa). - 2005-06 · 16ª in Serie A2, girone Nord; retrocessa in Serie B d'Eccellenza. - 2006-07 · 5ª nel Girone B di Serie B d'Eccellenza, eliminata in semifinale dei play-off. - 2007-08 · 6ª nel Girone B1 di Serie B d'Eccellenza, 2ª nella Poule Retrocessione B. - 2008-09 · 2ª nel Girone A2 di Serie B d'Eccellenza, 7ª nella Poule Promozione A, eliminata nei quarti dei play-off. - 2009-10 · 2ª nel Girone B2 di Serie B d'Eccellenza, 2ª nella Poule Promozione B, eliminata in semifinale dei play-off. - 2010-11 · 2ª nel Girone A2 di Serie B d'Eccellenza, finalista ai play-off, ammessa alla Serie B unica. - 2011-12 · 2ª nel Girone D di Serie B, 3ª nel Concentramento Promozione 1, ammessa in Serie A3. - 2012-13 · 2ª nel Girone B di Serie A3, eliminata in semifinale play-off, ammessa in Serie A2. - 2013-14 · Calligaris, 1ª nella Conference Nord-Est di Serie A2, 3ª nella Poule Promozione Girone A, vince i play-off, promossa in Serie A1. - 2014-15 · Calligaris, 13ª in Serie A1; retrocessa in Serie A2; rinuncia e riparte dalla serie B regionale. - 2015-16 · 8ª in Serie B Veneto, salva ai play-out. - 2016-17 · 12ª in Serie B Veneto, salva ai play-out. - 2017-18 · 12ª in Serie B Veneto, salva ai play-out. - 2018-19 · in Serie B Veneto - 2019-2020 · 1ª in Serie C Veneto. - 2020-2021 · - 2021-2022 · 3ª nel Girone Est di Serie B Veneto, 7ª nel Girone Oro. - 2022-2023 · 4ª nel Girone Est di Serie B Veneto, 5ª in Poule Promozione. - 2023-2024 · 5ª in Serie B Veneto. - 2024-2025 · |

## Palmarès
- Campionato italiano: 5

1930, 1931, 1955-56, 1956-57, 1957-58